# مولاداد زهی
مولاداد زهی، روستایی در دهستان پلان بخش پلان شهرستان چابهار در استان سیستان و بلوچستان ایران است.فاصله روستا تا شهر چابهار حدود 80کیلومتر است . این روستا دارای یک زمین چمن مصنوعی مینی فوتبال ، خانه بهداشت ، مسجد و مدرسه ابتدایی است 

## جمعیت
بر پایه سرشماری عمومی نفوس و مسکن در سال ۱۳۹۵، جمعیت این روستا برابر با ۲۴۸ نفر (۶۴ خانوار) بوده‌است.